# Фортерес
Фортерес (фр. Forteresse) насеље је и општина у источној Француској у региону Рона-Алпи, у департману Изер која припада префектури Гренобл.
По подацима из 2011. године у општини је живело 308 становника, а густина насељености је износила 33,41 становника/km². Општина се простире на површини од 9,22 km². Налази се на средњој надморској висини од 340 метара (максималној 773 m, а минималној 503 m).

## Демографија
| 1962. | 1968. | 1975. | 1982. | 1990. | 1999. | 2011. |
| ----- | ----- | ----- | ----- | ----- | ----- | ----- |
| 247   | 262   | 250   | 245   | 251   | 235   | 308   |

График промене броја становника у току последњих година